# Ужас Паганини
«Ужас Паганини» (англ. Paganini Horror) — итальянский фильм ужасов 1989 года режиссёра Луиджи Коцци. Картина заслужила множество негативных отзывов, однако, в то же время, была показана по телевидению и имела хороший коммерческий успех с выходом на видео. Это, по мнению режиссёра картины, во многом объясняется участием в фильме актрисы Дарии Николоди и актёра Дональда Плезенса.

## Сюжет
Поп-группа, состоящая из девушек, решает снять клип в доме, где по легенде Паганини продал душу дьяволу, а затем убил свою невесту. Музыка покупается менеджером у некоего подозрительного человека и якобы является сочинением Паганини. Звуки музыки активируют дьявольскую ауру дома и пробуждают призрак композитора.

## В ролях
- Дария Николоди — Сильвия Хакетт
- Жасмин Маймоне — Кейт
- Паскаль Парсиано — Дэниел
- Дональд Плезенс — мистер Пикетт
- Мария Кристина Мастранджели — Лавиния
- Мишель Клипштейн — Елена
- Пьетро Дженуарди — Марк Сингер

## Производство
Первоначально картину планировали снимать в Колумбии. Однако впоследствии сценарий стал переходить от одного человека к другому, пока наконец не оказался у Фабрицио Де Анджелиса, который на производстве фильма решил сэкономить. Ввиду этого, Коцци вынужден был убрать некоторые сцены, что, по его мнению, "убивало" конечный результат. Кроме того, бюджет фильма был достаточно низок и создателям не удалось воплотить в жизнь специальные эффекты таким образом, каким они бы хотели. То же самое произошло и с несколькими сценами, которые попросту были не сняты. 
Официальным сценаристом картины является Дария Николоди, однако то, что впоследствии вышло на экраны, было написано совместно Коцци и Николоди.

## Критика
Режиссёр картины Луиджи Коцци отмечал, что фильм не относился к жанру ужасов, а являлся картиной об изменении времени и не только о метафизике и различных странностях. Также Коцци отмечал, что ошибка фильма крылась уже в его названии.

## Интересные факты
Один из авторов сценария - знаменитая актриса Дария Николоди, жена Дарио Ардженто.